# Sarosa ignicolor
Sarosa ignicolor là một loài bướm đêm thuộc phân họ Arctiinae, họ Erebidae.